# Sipyloidea wuzhishanensis
Sipyloidea wuzhishanensis är en insektsart som först beskrevs av Chen, S.C. och Yun He He 2002.  Sipyloidea wuzhishanensis ingår i släktet Sipyloidea och familjen Diapheromeridae. Inga underarter finns listade i Catalogue of Life.